# Ravenholm
Ravenholm is een fictief Oost-Europees dorp uit het spel Half-Life 2.
Gordon Freeman wordt in Black Mesa East gescheiden van Alyx en moet langs Ravenholm gaan om haar opnieuw te ontmoeten. Dit hoofdstuk heet We Don't Go To Ravenholm... Ravenholm zit vol met vallen, grote zaagbladen en tonnen met benzine tegen zombies en headcrabs, de vallen zijn gezet door Father Grigori, een gekke priester met zijn geweer Annabelle. Als je dit level wilt overleven moet je verschillende puzzels oplossen en vele zombies doden. De stad is overrompeld door headcrabs van de planeet Xen. Er is geen enkele levende ziel (buiten Father Grigori) over.